# Kamikawa (Saitama)
Kamikawa (神川町 Kamikawa-machi?) es un pueblo en la prefectura de Saitama, Japón, localizado en la parte central de la isla de Honshū, en la región de Kantō. El 1 de marzo de 2021 tenía una población estimada de 13 077 habitantes y una densidad de población de 276 personas por km².

## Geografía
Kamikawa está localizado en el extremo occidental de la prefectura de Saitama, separado de la prefectura de Gunma por el río Kanna y aislado del resto de Saitama por las montañas Chichibu. Limita con las ciudades de Honjō y Chichibu, y con los pueblos de Kamisato y Minano, en Saitama, así como con la ciudad de Fujioka en la prefectura de Gunma.

## Historia
La villa de Tanshō se creó dentro del distrito de Kami y Wakaizumi y Aoyagi en el distrito de Kodama el 1 de abril de 1889. El distrito de Kami se abolió en 1896 y pasó a formar parte del distrito de Kodama. El 1 de diciembre de 1949, Wakaizumi se dividió en Watarase y Aguhara. El 3 de mayo de 1954, Tanshō y Aoyagi se fusionaron para formar la villa de Kamikawa. Kamikawa anexó Watarase el 3 de mayo de 1957 y fue elevado al estatus de pueblo el 1 de octubre de 1987. El 1 de enero de 2006 se fusionó con la vecina aldea de Kamiizumi.

## Demografía
Según los datos del censo japonés, la población de Kamikawa se ha mantenido relativamente estable en los últimos 40 años.
| Gráfica de evolución demográfica de Kamikawa entre 1940 y 2015 |
|                                                                |
| Oficina de Estadística de Japón                                |